# 旧山崎家別邸
旧山崎家別邸（きゅう やまざきけべってい）は、埼玉県川越市松江町に所在する建築物である。大正末期から昭和初期にかけての日本における住宅の近代化の過程を示す歴史的価値を有するとして、2019年に母屋部分が重要文化財に指定された。

## 建築

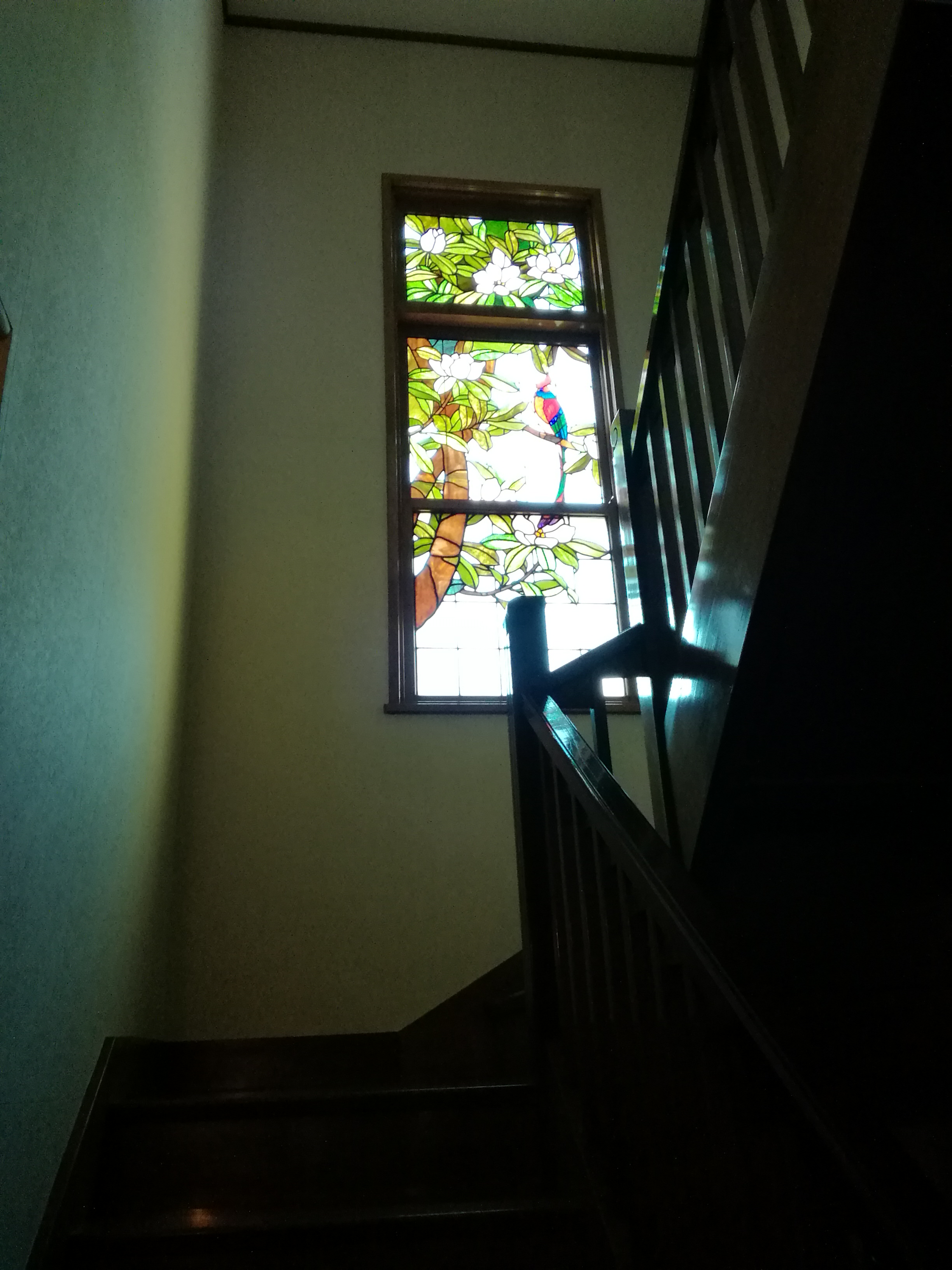
2階へと続く階段のステンドグラス

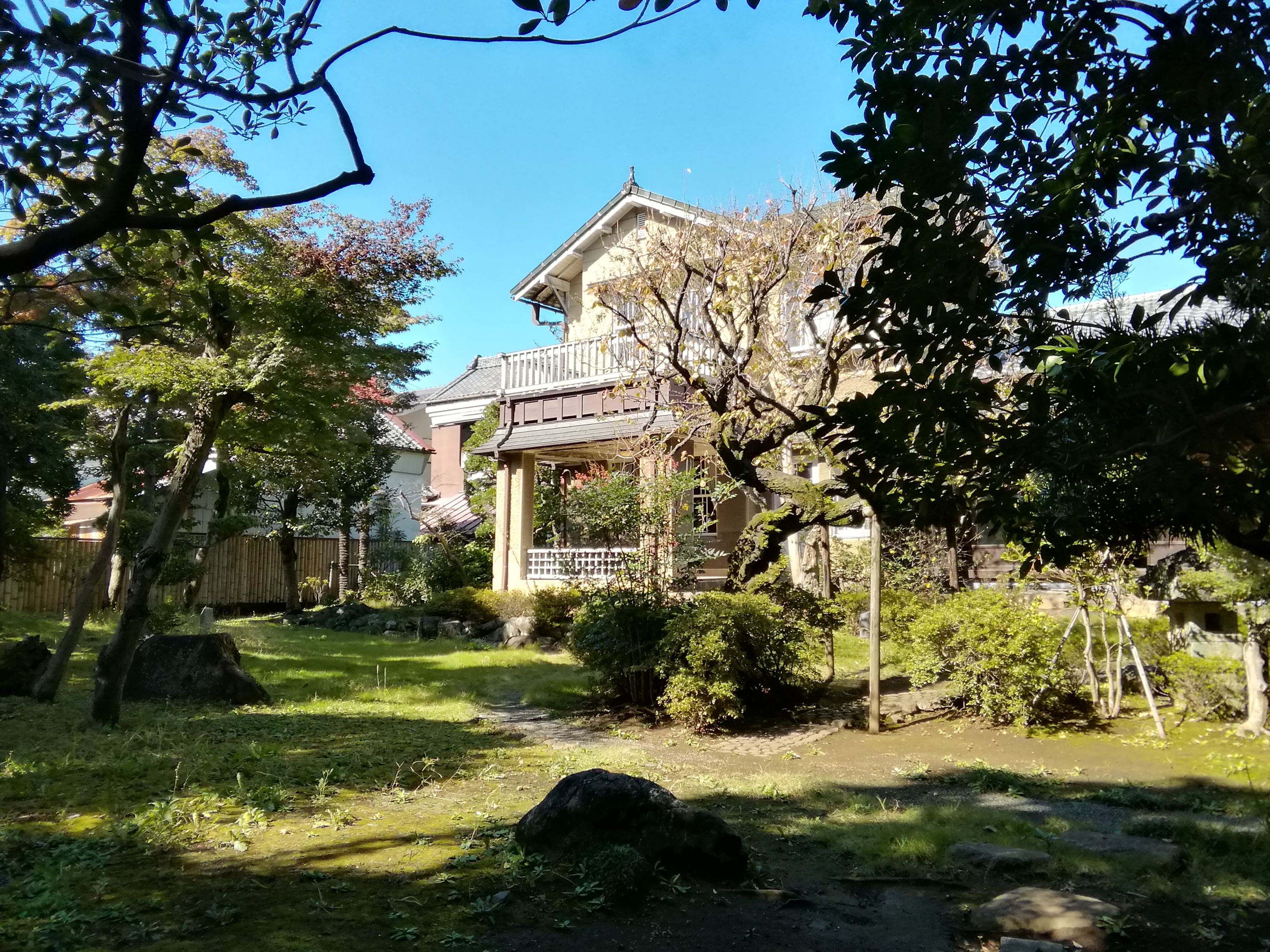
南側の庭園より、洋館のバルコニーを望む

1925年（大正14年）、市内の菓子商亀屋の五代目の山崎嘉七の隠居所として建てられた。保岡勝也が設計を手掛け、2階建の洋館の母屋に平屋の和館と2階建の土蔵が接続した造りをもつ。母屋は木造モルタル仕上げ洋風屋根葺で、1階外壁は吹付モルタル仕上げ、2階は細い横目地の磨き壁に仕上げており、和館との調和が図られている。嘉七の隠居所としてだけでなく川越の私的迎賓館としての性格を持ち、陸軍の演習を観閲に訪れた皇族が宿泊することもあった。館内は和風・洋風の接客室が機能的な動線で結ばれている。色鮮やかなステンドグラスも特徴の一つで、2階へと続く階段には小川三知の作品である「泰山木とブルージェ」、階下には水辺の植物が描かれている。各客室の窓のステンドグラスは別府七郎による図案である。
保岡は、1928年に「茶室と茶庭」を著すほど日本庭園に造詣が深く、山崎家別邸でもその知識を発揮した。和室の畳廊下の南側には緩く高低差を付けた庭を見渡すことができ、石灯籠と四季の花がアクセントを添える。1924年の図面によると、母屋の東側には芝生の児童遊技場、その北側には温室と花壇があり、茶室の位置は、現在とは若干異なっていた。
川越伝統的建造物群保存地区の東側に位置し、2000年（平成12年）に主屋・茶室・腰掛待合が川越市指定有形文化財に指定された。2006年に、建物が市に寄贈される。2011年2月に庭園が国の登録記念物に登録され、2019年9月30日には母屋が国重要文化財に指定された。館内は母屋2階や土蔵など一部を除き一般公開されている。